# Ptilinopus superbus
La tortora beccafrutta superba, colomba frugivora superba o colombo splendente (Ptilinopus superbus Temminck, 1809) è un uccello appartenente alla famiglia Columbidae diffuso in Asia e Oceania.

## Descrizione
La colomba frugivora superba misura circa 22 cm di lunghezza. Poiché la specie presenta dimorfismo sessuale il maschio e la femmina hanno livree diverse: nel maschio alla colorazione verde maculata del dorso si affiancano toni vivaci dell'arancione e dell viola sul collo e sulla fronte, insieme a ventre e sottocoda bianchi; nella femmina la colorazione è più spenta e criptica con prevalenza di verde. 

## Biologia
Si nutre di frutti oleosi che mangia direttamente sugli alberi; gli esemplari vivono sia da soli che in coppia ma è possibile vederne dei gruppi numerosi nei pressi di fonti di cibo abbondanti. Il nido, costituito da una semplice piattaforma di rametti, viene costruito sugli alberi.

## Distribuzione e habitat
La specie presenta un areale che comprende l'isola indonesiana di Sulawesi, la Nuova Guinea, le Isole Salomone e l'Australia nordorientale e orientale. Vive in habitat di foresta.